# 半矢
半矢（はんや）とは、弓矢の矢や鉄砲の弾丸が半ば命中している様をいう。

## 弓道
弓道においては、規定数の半分以上が的に命中した状態を言う。上達の程度や昇段試験の目安となることがある。

## 狩猟
狩猟において、鳥獣に散弾銃などの弾が命中するも致死状態になっていない状態。クマやイノシシ、シカといった大型鳥獣の場合、手負いの状態となり、無関係の人に被害を及ぼす可能性があることから、確実にとどめ（止め矢）を刺すか、死亡を確認する必要がある。
日本では、鳥獣の保護及び狩猟の適正化に関する法律で定める「捕獲等」に含める解釈がなされている。